# Joseph Stefan
Joseph Stefan (în slovenă Jožef Stefan; n. 24 martie 1835, Sentpeter⁠(d), Imperiul Austriac – d. 7 ianuarie 1893, Viena, Austro-Ungaria) a fost un matematician și fizician austriac de origine slovenă. A avut contribuții în domeniul teoriei cinetice și fenomenelor de transport (Difuzie Maxwell-Stefan și Legea Stefan-Boltzmann). De asemenea, a fost cunoscut ca un poet de expresie slovenă.